# 須田賞
須田賞（すだ しょう）とは、日本の眼科研究者に与えられる賞である。正式名称は須田記念緑内障治療研究奨励基金。緑内障の研究論文が対象となる。

## 由来
緑内障研究に生涯を捧げた須田経宇熊本大学名誉教授が緑内障研究会 (日本緑内障学会の前身)の会長を退くに際して、1987年に設立された。

## 研究対象
当該年度（1月から12月）に発表された緑内障に関する研究論文が対象となる。眼科関係医学雑誌への募集広告の掲載の他、日本緑内障学会の評議員や大学教授への推薦を日本緑内障学会から依頼している。自薦他薦は問わない。選定は日本緑内障学会で定められた選考委員会で行う。
当初は、原則として研究論文1編に対し受賞と共に助成金100万円が助成されたが、1992年の第6回より研究論文2編を受賞とし、現在では毎年2～3件の優れた緑内障研究に対して、1件100万円が助成されている。
受賞者は官報に公示されると共に日本緑内障学会の席上で授賞式が行われる。

## 主な受賞者
- 金森章泰（神戸大学）- 緑内障における軸索輸送の制御蛋白の関与
- 廣岡一行（香川大学）-網膜視神経細胞死におけるレニン・アンジオテンシン系の関与
- 新田耕治（福井県済生会病院）:OCT対応眼底像視野計の実用化とそれを用いた極早期緑内障の病態解明
- 間山千尋（東京大学） 研究課題：サル高眼圧緑内障モデルにおける眼血流の自動調節能と薬理学的反応性、およびフェレット緑内障モデルの作成と網膜・中枢神経系の組織学的検討
- 池田陽子（京都府立医科大学)：進化した第2世代カスタムチップを用いた原発開放隅角緑内障疾患マークーSNPｓの解析
- 大久保真司（金沢大学）-網膜神経線維層欠損の構造的および機能的解析による視神経乳頭出血発症機序の解明
- 稲谷大（熊本大学）- 続発緑内障の手術治療に関する臨床研究と基礎研究
- 北岡康史（聖マリアンナ医科大学）- 高眼圧誘発及びTNF-α誘発視神経障害におけるマイクログリアと軸索輸送内ミトコンドリアの分子生物学的関係
- 関正明（新潟大学）-ミューラー細胞での内在性BDNF発現誘導を介した網膜神経節細胞保護
- 森和彦（京都府立医科大学[1]）-LOXL1遺伝子多型と落屑緑内障発症の関連性に関する構造生物学的アプローチによる検証）
- 布施昇男（東北大学）-テーラーメード医療のための緑内障原因遺伝子・感受性遺伝子の解析
- 国松志保（自治医科大学）-狭隅角眼および原発閉塞隅角症における隅角病態進行に関与する因子の検討
- 中澤徹（東北大学）-Tumor Necrosis Factor-αMediates Oligodendrocyte Death and Delayed Retinal Ganglion Cell Loss in a Mouse Model of Glaucoma（The Journal of Neuroscience 26 (49): 12633-12641, 2006）
- 東出朋巳（金沢大学）:In Vivo Imaging and Counting of Rat Retinal Ganglion Cell Using a Scanning Laser Ophthalmoscope（IOVS 47: 2943-2950, 2006）
- 間渕文彦（山梨大学）:The apolipoprotein E gene polymorphism is associated with open angle glaucoma in the Japanese population.Molecular Vision 11: 609～612, 2005）
- 酒井寛（琉球大学）:Uveal Effusion in Primary Angle-closure Glaucoma.（Ophthalmology 112: 413～419, 2005）
- 窪田良（慶応義塾大学）:A Novel myosin-like protein (Myocilin) expressed in the connecting cilium of the photoreceptor: Molecular cloning, tissue expression, and chromosomal mapping.（Genemics. 41: 360～369, 1997）

## 註
1. ↑  学会のページにおいては京都府医科大学と書かれている